# Jimmy Samuelsson
Jimmy Fredrik Samuelsson (Norrtälje, 7 de noviembre de 1976) es un deportista sueco que compitió en lucha grecorromana. Ganó una medalla de oro en el Campeonato Mundial de Lucha de 2002.
Participó en dos Juegos Olímpicos de Atenas 2004, ocupando el cuarto lugar en la categoría de 66 kg.

## Palmarés internacional
| Campeonato Mundial | Campeonato Mundial | Campeonato Mundial | Campeonato Mundial |
| Año                | Lugar              | Medalla            | Categoría          |
| ------------------ | ------------------ | ------------------ | ------------------ |
| 2002               | Moscú (Rusia)      | Medalla de oro     | 66 kg              |